# Andrea von And
Andrea von And er en fiktiv figur, som tegneren Carl Barks opfandt i det kendte Disney-univers. Hun blev født i 1871 i Glasgow, Skotland. Hendes forældre var Frederik von And og Clementine O'And.
Andrea har et mildt temperament i modsætning til hendes søster Hortensia von And, men begge søstre er dog lige drengegale. Don Rosa har benyttet Andrea i flere af sine historier bl.a. i Her er dit liv, Joakim og i Tempelriddernes skat hvor hun efter lang tid genser sin bror Joakim von And.
I Danmark og i italienske historier er Andrea ofte blevet forvekslet med bedstemor And, som siges at være Joakim von Ands søster.
- Dette passer ikke sammen med Don Rosas stamtræ, hvor bedstemor And og Joakim von And på ingen måde er i familie.